# Dragon's Dogma 2
Dragon's Dogma 2 es un videojuego de rol de acción de 2024 desarrollado y publicado por Capcom. Se trata de la secuela de Dragon's Dogma (2012) y fue lanzado para PlayStation 5, Windows y Xbox Series X/S el 22 de marzo de 2024. Ambientado en un mundo fantasía paralelo al de la primera entrega e inmerso en un conflicto geopolítico, los jugadores controlan un personaje personalizable a través de su mundo abierto, con el objetivo de cazar al dragón que los eligió como el «Arisen», en tanto que completan misiones y obtienen nuevo equipo con la ayuda de aliados conocidos como «Peones». Tras su lanzamiento, Dragon's Dogma 2 recibió críticas generalmente positivas, de acuerdo al agregador de reseñas Metacritic.

## Sistema de juego
Dragon's Dogma 2 pertenece al género del rol de acción y se juega desde una perspectiva en tercera persona. El jugador asume el papel de un personaje llamado «Arisen», un héroe marcado por un dragón al que debe derrotar. El usuario explora el mundo en el que vive, emprende misiones y lucha contra monstruos, mientras se ve atrapado en un conflicto geopolítico entre dos reinos. Para ayudar en esto, el Arisen se alía con los llamados «Peones», personajes no jugables que se unen al grupo del protagonista. Estos personajes están controlados por la inteligencia artificial, pero funcionan como avatares controlados por el jugador, capaces de ayudar en las peleas, proporcionar información sobre los enemigos y orientar las misiones activas. Es posible crear y personalizar al avatar principal y a su propio Peón con diferentes géneros, apariencia y raza. Además, los jugadores pueden reclutar dos peones adicionales que hayan sido creados por otros usuarios.
Tanto los Arisen como los Peones operan bajo una «vocación», una clase que define qué habilidades y equipo pueden usar en combate, con diferentes fortalezas y debilidades. Las vocaciones se dividen entre básicas, avanzadas e híbridas, estas últimas solo accesibles para los Arisen; además, solo estos y su Peón pueden cambiar de vocación. El título da a elegir entre varias vocaciones diferentes; varias de Dragon's Dogma regresan, mientras que «Strider» y «Explorador» han sido sustituidos por «Ladrón» y «Arquero» respectivamente. También incluyeron nuevas vocaciones híbridas, como «Lancero Místico», una variación de «Caballero Místico», y el «Ilusionista», que usa hechizos que pueden confundir a los enemigos y mejorar a los Peones en la batalla. Trabajar con vocaciones las mejora, lo que desbloquea habilidades adicionales que se pueden adquirir para usar en combate.
Dragon's Dogma 2 está ambientado en un mundo abierto, cuatro veces más grande que el mapa del primer juego, y consiste en un universo paralelo al del título anterior. El mundo está dividido entre dos reinos principales, Vermund y Battahl, poblados por humanos, bestias felinas y elfos. Los viajes rápidos están disponibles a través de transbordadores y carretas de bueyes, y los jugadores pueden establecer campamentos nocturnos en asentamientos alrededor del mapa. Pueden surgir eventos emergentes que obliguen a los usuarios a reaccionar y adaptarse: por ejemplo, se pueden usar elementos del entorno para derrotar a los enemigos y el ciclo diurno afecta al tipo de criaturas que aparecen y su fuerza.

## Desarrollo

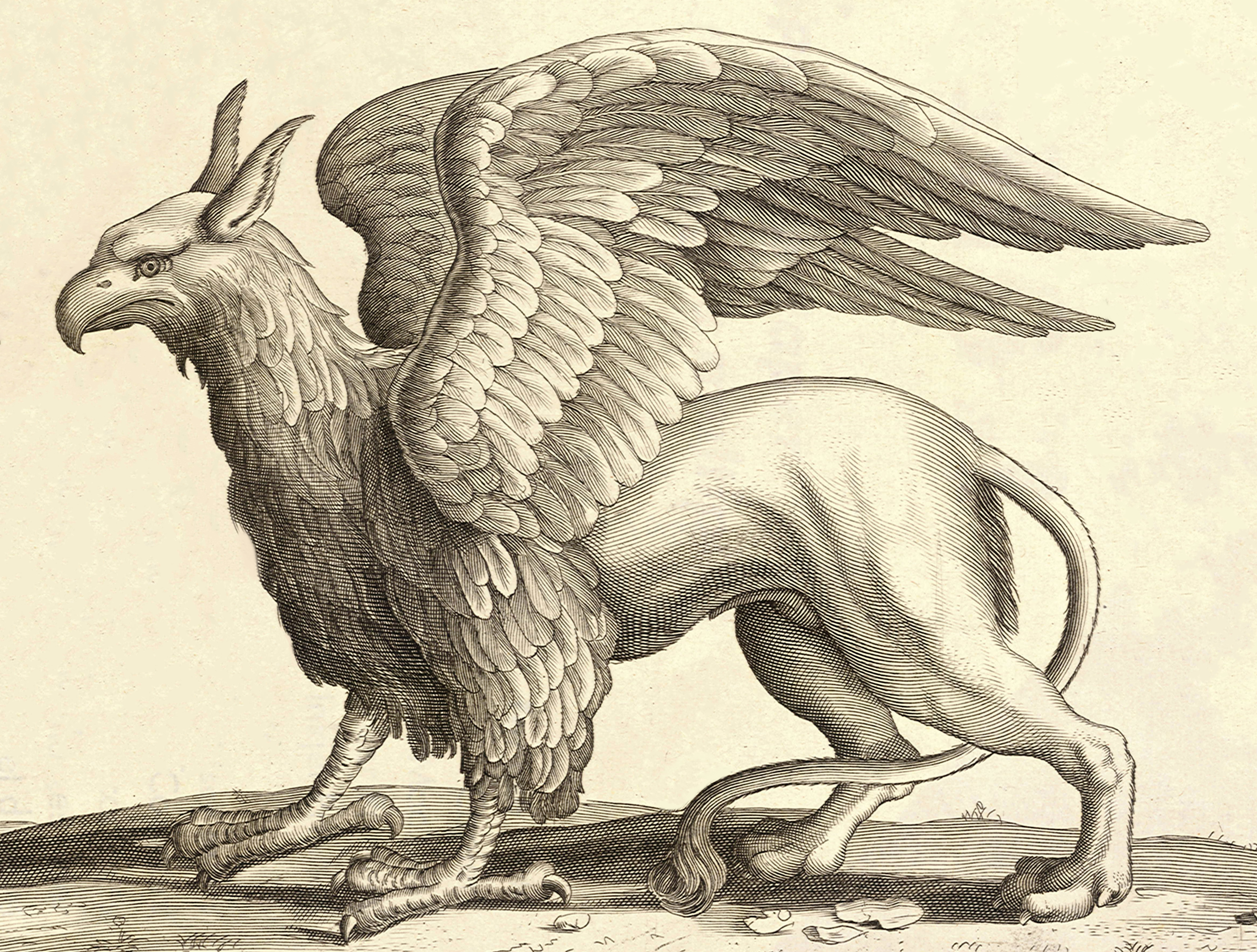
El grifo es uno de los monstruos de Dragon's Dogma 2. De acuerdo al director del juego, su objetivo era conseguir «que se parezca a lo que todos imaginarían que es un mundo de fantasía en la vida real», con criaturas que referencien a sus nombres.

Hideaki Itsuno se desempeñó como director del título. Uno de los principales objetivos del equipo era introducir mejoras en la mecánica de juego de su predecesor e incluir funciones que se eliminaron debido a que la tecnología no estaba disponible en ese momento. Como resultado, Itsuno comentó que «la secuela puede no incluir tantas cosas que parezcan completamente nuevas o diferentes, pero estará más pulida y mejorada para lograr un juego de rol y una aventura de acción más inmersivo para el jugador». Por ejemplo, el equipo añadió más diálogos para los Peones para abordar la crítica previa de los jugadores. El mundo de Dragon's Dogma 2 está inspirado en la Europa mediterránea medieval, en particular en Sicilia para la región humana, en tanto que la región felina está basada en los territorios del mundo árabe mediterráneo. Según Itsuno, el equipo se inspiró en Grand Theft Auto V mientras creaban el mundo y la jugabilidad emergente.

## Lanzamiento
Capcom anunció Dragon's Dogma 2 en junio de 2022. Se reveló con un avance en el PlayStation Showcase 2023 en mayo de 2023. En noviembre de 2023 se celebró una exhibición de Dragon's Dogma 2, que anunció que el juego se lanzaría para PlayStation 5, Windows y Xbox Series X/S el 22 de marzo de 2024.

## Recepción
Dragon's Dogma 2 recibió críticas «generalmente favorables» de los críticos, según el sitio web de reseñas Metacritic. Hobbyconsolas destacó la jugabilidad emergente, de la que comentó que «nunca sabes lo que va a pasar y siempre te va a sorprender», además de valorar positivamente el diseño del mapa y el sistema de clases. IGN también reseñó el combate y su uso de las físicas, en tanto criticó la inteligencia artificial de los aliados, su escalada de dificultad y cuestiones técnicas como los fotogramas por segundo y la cámara.
Tras su lanzamiento, los problemas de rendimiento y la disponibilidad de micropagos para objetos que se podían obtener en el juego generaron críticas negativas de los usuarios en Steam. Si bien dichos elementos pueden conseguirse durante la progresión natural del título, algunos de ellos no están disponibles hasta bien avanzada la aventura, como es el caso del editor de personajes. Estas críticas causaron que Capcom respondiera a los jugadores en una publicación de Steam.